# Distretto di Tongguan
Il distretto di Tongguan (铜官区S, Tóngguān QūP) è un distretto della Cina, situato nella provincia dell'Anhui.